# SPEED GRAPHER
『SPEED GRAPHER』（スピード グラファー）は、GONZO制作のテレビアニメ。2005年4月7日から9月29日までテレビ朝日で木曜深夜26時40分に放送されていた。全24話。

## 概要
「大人の童話」をコンセプトに制作されたGONZOのオリジナルアニメ。ジャンルはハードコアサスペンス。
ラジオ・小説・漫画・ドラマCD・グッズなど、多数のメディアミックスを展開しており（後述）、オフィシャルイベントなども開催。
また、ヒロインである天王洲神楽の選考ではウェブ形式の一般投票によるオーディションが行われ、その結果、新人の斉藤圭（現：真堂圭）が選ばれた。

## あらすじ
舞台は失われた10年の混乱から脱し、一部の富める者だけが我が世の春を謳歌する“快楽都市”と化した東京。
主人公・雑賀辰巳は、友人の戸越清冶郎からセレブリティーのみが出入りできるとされる闇の社交場“六本木倶楽部”の潜入取材を依頼される。潜入に成功した雑賀は、六本木倶楽部の深奥で行われる儀式の巫女、“女神”として崇められる謎の少女・天王洲神楽と出会う。
雑賀は助けを求める神楽を連れ逃亡するが、六本木倶楽部支配人・水天宮寵児が仕向ける欲望により特殊能力に目覚めた超人、“ユーフォリア”たちから執拗に追跡される。そして雑賀も神楽と接触したことにより、被写体の魂を吹き飛ばす“写殺能力”に目覚めていた。
自由を求める神楽のため、そして普通に写真を撮影する事の出来なくなってしまった自身を元に戻すため、彼らの孤独な逃避行が始まったのだった。

## 登場人物
登場人物の名前は、ボブ以外の脇役も含め、すべて首都圏の駅名や地名からとられている。

### 主要人物
雑賀 辰巳 （さいが たつみ）
声 - 高田裕司
本作の主人公。33歳。元戦場カメラマンだが負傷したことにより帰国。現在はパパラッチ同然のフリーカメラマン。カメラが無いと勃たない。水天宮とは日本に戻る原因を作った殲滅作戦で一緒だったが、その事には気付いていない。写真一筋なので収入があってもそのほとんどを写真関連の機材の購入にあててしまうため、写真家として一時それなりの地位を築いていたにもかかわらず、マイカーすら持っていない（彼が普段乗用している車は銀座のもの）。戦場カメラマン時代から、完全機械式のNikonF2フォトミックASを愛用している。
フェティッシュは“写殺”で、写真を撮ると被写体が爆発する能力。戦場カメラマンとして極限状態にあって人の死の瞬間を撮ることを無意識のうちに至上の快楽とした結果ユーフォリアへ覚醒する資質が形成された。爆発の威力や範囲はレンズの種類やピントに依存する。煙や霧があるとピントがそれらに合ってしまうため狙った物を爆発させることが出来ない。全身をダイヤモンド化する小金井にはピントが抜けてしまいダメージを与えることが出来ない。レンズを覗かずにシャッターを切っても能力は発動する。鏡に向かってシャッターを切った場合、能力は鏡に映った物に影響を及ぼす。また、フィルムが入っていないと能力は発言せず普通にシャッターを切ることが出来る。能力発動時は血管が浮き出、右眼が充血する。水天宮との最終決戦時は両目とも充血している。終盤から徐々に目が悪くなっていき、水天宮との最終決戦から5年後には全盲になっており、夕暮れの屋上で神楽と再会を果たす。
ドラマCDの設定では“カメラと神楽の服装”がフェティッシュとなっている。
天王洲 神楽 （てんのうず かぐら）
声 - 斉藤圭
聖イグナチヲ女子学園に通う15歳。母親である新泉から食事を与えられないなどの虐待を受けている。水天宮に操られ、六本木倶楽部の女神として崇められる少女。体液が他の人間の身体に入り込むと、ある特定の因子を持った人間（キャリア）はユーフォリアとして目覚め、その他の人間はある物質により興奮抑制するホルモンの働きを抑えることで欲望に忠実な獣となる。これに関連して頭に摘出不可能な腫瘍があり、余命半年であることを知らない。
裕福な家庭で育ったことから世間知らずな一面があり、カップラーメンを食べたり電車に乗ったことが無く、痴漢にあっても気付かなかった。水天宮の実験等により生理などといった性徴を抑制されており、自分が操られていた事を知ってからは、雑賀と共に逃げるようになる。
水天宮との最終決戦後は両国に付いていき、雑賀とは離れ離れになっていたが、その5年後に再会を果たす。
水天宮 寵児 （すいてんぐう ちょうじ）
声 - 森川智之、玉木由紀子（幼少期）
28歳。六本木倶楽部の支配人。神泉とは愛人関係にあるが、その神泉も知らぬ別の顔を持つ、何を考えているのかよく分からない男。普段は手袋で隠されているが左手甲に目の形をした痣がある。普段から一万円札で巻かれた煙草を吸っている。本名「上野 武（うえの たけし）」、上野財閥の御曹司。父親が多額の借金をして母親と共に死亡したため13歳の時に神谷たちにより戦場に売り飛ばされ、少年期から青年期にかけてを戦場の最前線で生き抜いてきた。
ある殲滅作戦で雑賀と共に行動していたが、その事には気付いていない。また、生き別れた妹がいる。妹と別れる際に彼女が落とした人形の中に入っていたオルゴールを大切にしている。バイオウェポンは“血”。
雑賀との戦いを終えた後、某国からのミサイル攻撃を受ける中、秘密倶楽部の構成員・会員と600兆円分の紙幣や1200兆円分の証券ごと天王洲グループビルを消滅させた。自身も消滅に巻き込まれ、負傷した辻堂と最期を共にした。
銀座 ひばり （ぎんざ ひばり）
声 - 本田貴子
28歳。新都心署特務課課長、階級は警部。金色の2丁拳銃使い。「正当防衛」が口癖。天王洲グループ関連株で一生使い切れないほどの大金を得ている。金にこだわらない雑賀の生き方にカルチャーショックを受け、それ以来、何かと雑賀の世話を焼く。雑賀に対しては友好的に接するが、神楽とはお互いを激しく嫌っており、仲が悪い。銃がないと濡れない。
水天宮との最終決戦後に両国とくっついている。
ドラマCD版のフェティッシュは“銃器”となっている。

天王洲 神泉 （てんのうず しんせん）
声 - 高島雅羅
38歳。天王洲グループ総帥。高慢で冷静だが、娘の神楽に対してだけは感情的になり、虐待を加える。
昔はモデルをやっていたが、ある財界人の愛人となったことを機縁に遺産を相続、それを基に天王洲グループを創り上げた。
水天宮との結婚をとり止めた後に彼の左手で絞め殺された。
ドラマCD版のフェティッシュは“蛸”。
豪徳寺 （ごうとくじ）
声 - 森ひろ子
神泉がモデル時代に所属した今は無きプロダクション「豪徳寺プロモーション」の女社長。神泉の隠れた才能を見出し、彼女の全身に整形手術を施してデビューさせた。
神泉がモデルを引退する前後に事故で入院し、その後天王洲邸に身を寄せて、監禁同然の扱いを受けていた。
神泉が水天宮との結婚をとり止めた後に水天宮の能力によって頭を撃ち抜かれ殺された。
辻堂 （つじどう）
声 - 結城比呂
水天宮の忠実な部下で秘密倶楽部構成員の一人。性別不明で、中性的な容姿をしている。新治と真壁とは水天宮に会う前から共に行動していた。
フェティッシュは“犬”で、犬並みの驚異的な嗅覚を持っている。小便の匂いを嗅ぐだけで何を食べたか分かる。また、姿を犬の様に変える能力も持っている。（鼻が抉られているからか）普段からマスクをつけており、決して外さない。
銀座との戦いで負傷し、天王洲グループビル消滅で水天宮と最期を共にした。
新治 （にいはり）
声 - 津田健次郎
水天宮の忠実な部下で秘密倶楽部構成員の一人。辻堂と真壁とは水天宮に会う前から共に行動していた。
小金井（後述）が自身の若い頃の母親に似ているため、彼女のために宝石強盗を行い、ダイヤモンドを調達し彼女に渡した。
その後、小金井が秘密倶楽部を裏切ったことを受けて、自身の母親が自身と自身の父親を裏切ったことを明かした。
水天宮の偉業を後世に伝えるため天王洲グループビルでの戦いには参加しなかったので生き残っている。5年後には鼻下に髭を生やし社長になっており、この国に3つのビルを建てるという夢を菊川に語っている。
真壁 （まかべ）
声 - 江川央生
水天宮の忠実な部下で秘密倶楽部構成員の一人。辻堂と新治とは水天宮に会う前から共に行動していた。
天王洲グループビルの戦いに参加し銀座と交戦していたが、某国からのミサイル攻撃によってビルが一部崩壊し、それに巻き込まれて死亡した。
菊川 （きくかわ）
声 - 伊藤舞子
秘密倶楽部構成員の一人。神泉に仕えていたが、彼女の死亡後は水天宮に仕える。
天王洲グループビル消滅の5年後には新治と行動を共にしている。
戸越 清冶郎 （とごし せいじろう）
声 - 広瀬正志
東西通信社・社会部勤務。戦場で負傷した雑賀を強制帰国させ、東京での面倒をみている。
秘密倶楽部の取材を雑賀に依頼した人物。
ボブ
声 - 石井康嗣
雑賀と同じビルに住むマッサージ屋。ゲイで、北千住にゲイバーを経営している妹がいる。YouやGirlなど時折、英単語を交えて話す。ヘリコプターの操縦が出来る。
江古田 （えこだ）
声 - 巻島直樹
新都心署署長。銀座の上司であるが、強気の銀座には及び腰。
異常なまでの脚フェチ。彼の自宅には切断された両脚が多数あり、彼の妻や娘の物もそこに含まれる。渋谷の脚を気に入っており、コレクションに追加しようとしたが抵抗され失敗した。拘束した銀座の脚にローションを塗っている際に彼女の両脚で首を締め上げられ死亡した。
その後、彼女は彼の自宅内をガスで満たし、外から室内を銃撃することで爆発を起こし出火させた。
セレブでもない彼が秘密倶楽部の会員になれたのは公務員は特別扱いであったことと彼の叔父が警視総監であるためである。
椎名 （しいな）
声 - 山野井仁
新人警察官、上司の銀座にコキ使われている。元は鑑識だったが特務課の職員が入院中で不在のため特務課に配属された。雑賀の戦場カメラマンとしての実績を知っていた。
天王洲グループビル消滅の後に警察を辞め、戸越の元で働いているが、5年経ってもカメラの腕は上達せず、戸越から全盲の雑賀以下と小言を言われている。
西谷 （にしや）
声 - 柳沢栄治
両国の知人。大学でDNA研究をしている。雑賀と神楽の身体の検査を行った。会ったばかりの雑賀をメスで切りつけユーフォリアの回復能力を確認するなど、研究に関しては常軌を逸した行動を取る。
ユーフォリアの能力の秘密を知るために雑賀の体液を飲みキャリアになり神楽の体液を得ようとするが神谷の部下に気絶させられ、神谷に食われる。
両国 玄蕃 （りょうごく げんば）
声 - 小山力也
元NPO医師で、現在は伊豆在住の医師。瀕死の重傷を負った雑賀を助けて以来、親友関係となる。雑賀の秘密倶楽部潜入後は逃亡する彼を匿ったり知人である西谷を紹介するなど彼の手助けをしている。
天王洲グループビル消滅から5年後には銀座とくっついている。
北沢 ジョージ （きたざわ じょーじ）
声 - 山岸功
反体制組織「白い鷲の会」のメンバー。雑賀と一緒に酒を飲んだ。雑賀のことは尊敬する戸越から聞いて知っていたが飲んだ時には雑賀を本人と気付かなかった。秘密倶楽部の会員リストを持っており、その中には落合の名前があった。それを会の集いで公表するか悩んでいた。
上野 唯（うえの ゆい）
声 - 藤田瑞稀
水天宮（本名・上野 武）が13歳の時に生き別れた妹。 彼は海外に売り飛ばされた妹を見つけ出し再会した。妹は売春婦になっており顔には複数のアザがあった。
妹は会うなり「お金下さい」「お金」と言う。あのオルゴールを手渡しても落とし、頭を横に振り「お金下さい」と言い彼の指を舐める。彼を兄とは気付かない。
その姿を見た彼は血の涙を流し妹を抱き締めた。妹は一瞬困惑した表情を浮かべるが、何かに気付き、安堵の表情を浮かべる、そのまま妹は水天宮によって殺された。
彼女の遺灰は船上で海に散っていった。

### ユーフォリア
白金 克也 （しろがね かつや）
声 - 子安武人
バレエダンサー。職業上、体のしなやかさを追求していたことからゴムのユーフォリアとなった。秘密倶楽部の会員。
フェティッシュは“ゴム”で、フェティッシュの発動時には全身がゴムになり、柔らかく弾力的な動きが可能になる上、物理攻撃も効かなくなる。
「ユーフォリアは頭を飛ばされれば死ぬ」と雑賀に伝えた直後に鏡を使った”写殺”によって頭を吹き飛ばされて死亡する。
小金井 薫 （こがねい かおる）
声 - 横尾まり
画家の妻であったが、現在は未亡人。ダイヤモンド好きが高じて秘密倶楽部の会員になる。
フェティッシュは“ダイヤモンド”で、フェティッシュの発動時には全身をダイヤモンド化する事ができ、指をナイフのように変形させる事もできる。
全身をダイヤモンド化した後はカメラのピントが抜けるためダメージを与えられなかったが、赤色のスプレーで着色した後に”写殺”され右腕を失う。
秘密倶楽部を裏切ったことで水天宮から制裁を受けバラバラになり死亡する。
溝ノ口 敏輝 （みぞのぐち としき）
声 - 五王四郎
歯科医。歯のユーフォリアであり、秘密倶楽部の会員。
フェティッシュは“歯”で、フェティッシュの発動時には背中から触手を生やすことができ、それを使用した高速移動が可能。
3年前に神楽の診察をしたことがある。その際は抜く予定の奥歯を1ヶ月かけて削り、彼女が身悶えする様を楽しんでいた。その後、抜いた彼女の歯を宝物として持っていた。
煙に紛れて雑賀の能力を無効化しながら戦っていたが、雑賀が家の壁を破壊したことで山から吹く突風で煙が吹き飛ばされ、無防備な姿を晒し”写殺”され死亡した。
小説版には登場しない。
百合ヶ丘 蘭 （ゆりがおか らん）
声 - 草尾毅
美容業界で名を馳せる、知らない人はいないとされている凄腕エステティシャン。背中に大きなクモの刺青がある。スキン（肌）が傷付くことを嫌う。秘密倶楽部の会員。
フェティッシュは“刺青”で、フェティッシュの発動時には体に彫られた刺青を実物化する事ができる。蜘蛛の刺青で人を操り、ナイフの刺青で攻撃し、盾の刺青で防御する。
銀座を操っていたが彼女に頭を撃ち抜かれ、雑賀の”写殺”で身体を吹き飛ばされ死亡した。
神田 （かんだ）
声 - 大友龍三郎
秘密倶楽部の会員の1人で、職業は神父。協会の御布施を秘密倶楽部の会費に注ぎ込んでいた。「電気こそが神」という独自の考えを持っている。
フェティッシュは“電気”で、フェティッシュの発動時には雷を操ることができる。雷を放つことで雑賀のカメラを作動させないように出来ると踏んでいたが、彼のカメラは完全機械式であったためショートせず”写殺”をくらった。攻撃を受けた後はまだ生きていたが、その場を離れていく雑賀と神楽の掴まるヘリコプターに雷を落とした後に死亡した。
小説版には登場しない。
弦巻 ミハル （つるまき ミハル）
声 - 岡本麻弥
5歳の頃に母親の無理心中に巻き込まれ母親は死んだがミハルは生き残ったが、それ以来喋らなくなった。母親の無理心中は一度だけではなく、何度も海に飛び込み殺されかけた。
それ以来、恋仲になった男とともに入水自殺を繰り返すようになり、その度に彼女は生き残った。台詞の無い幽霊役として映画に出演している。その映画の監督とも心中し監督は死に彼女は多額の生命保険を受け取った。秘密倶楽部の会員。
フェティッシュは“水”。霧も操ることが出来る。雑賀曰く、体温が低い。美しい人魚の姿になることも出来るがおぞましい半魚人の姿になることも出来る。
雑賀を水中で溺死させようとしていたところを神楽に引き剥がされ阻止される。その際に「やっと死ねる」と感じ、全身が水の泡となり死亡した。彼女の死後、周囲に光る雨が降った。
辻堂曰く、彼女は力を使い過ぎて自滅した。
落合 征二 （おちあい せいじ）
声 - 金尾哲夫
元ジャーナリストで、現衆議院議員（小説版では参議院議員）。表向きは反体制組織「白い鷲の会」代表。新興国リカドニアの大使館を動かし、北海道からロシアに逃亡を図ろうとしていた雑賀と神楽を東京の大使館まで移動させ匿った。初対面時に落合の要望で雑賀とスパーリングを行う、雑賀はダウンしたが落合はまだ余力がある様子だった。実は秘密倶楽部の会員。オーディオマニアであることから音のユーフォリアとなった。
フェティッシュは“音”で、フェティッシュの発動時には自身がスピーカーとなり、音を用いた攻撃をする。
北沢ジョージに落合が秘密倶楽部の会員であることを白い鷹の会のメンバーが集まる場所でバラされ、その本性とスピーカーと化した姿を現し、会のメンバーを音で全滅させた。
雑賀は能力を使ったが彼の音によってかき消された。その後、カメラを彼の身体に押し付けたゼロ距離”射殺”によって死亡した。
小説版でのフェティッシュは“健全な肉体と精神”となっている。
神谷 勝二 （かみや かつじ）
声 - 小山武宏
内閣総理大臣。15年前、財務官僚だった時に13歳の水天宮とその妹を海外に売り飛ばした。
秘密倶楽部の会員。
自衛隊の部隊を使って水天宮の抹殺を行うが逆に返り討ちにあってしまい部隊は全滅する。ヘリコプターに乗った水天宮は神谷のいる首相官邸をミサイルと機関銃で攻撃する。乗り込んできた水天宮の能力に敗れ死亡した。
フェティッシュは“食”で、フェティッシュの発動時には顔が肥大化し、口から触手を生やす。小説版でのフェティッシュは“火”となっている。

## スタッフ
- 原作・アニメーション制作 - GONZO
- 企画 - 村濱章司
- 監督 - 杉島邦久
- シリーズ構成 - 吉田伸
- キャラクター原案 - コザキユースケ[24]
- キャラクターデザイン - 石浜真史
- デザインワークス - 奥野浩行、森久司、海老原雅夫
- 美術監督 - 衛藤功二
- 色彩設計 - 中村千穂
- 撮影監督 - 石黒晴嗣
- 編集 - 肥田文
- 音響監督 - 鶴岡陽太
- 音楽 - 光宗信吉
- プロデューサー - 橋本太知、西口なおみ
- 制作 - テレビ朝日
- 製作 - TAP (特別目的会社)

## 主題歌
オープニングテーマ
『グラビアの美少女』
歌 - Duran Duran
『爆殺シャッタースピード』
作曲 - 光宗信吉
エンディングテーマ
『ひなげしの丘』（#1 - #12）
作詞・作曲・歌 - 湯川潮音
『Break the Cocoon』（#13 - #24）
作詞・作曲・歌 - より子 / 編曲 - 中村太知
挿入歌
『JUMP UP!』
歌 - 斉藤圭

## 各話リスト
| 話数 | サブタイトル             | 脚本         | 絵コンテ        | 演出                    | 作画監督                   |
| ---- | ------------------------ | ------------ | --------------- | ----------------------- | -------------------------- |
| 1    | 背徳都市                 | 吉田伸       | 杉島邦久        | 石浜真史                | 石浜真史                   |
| 2    | 唸る札束                 | 吉田伸       | 杉島邦久        | 吉田徹                  | 谷口守泰 中本尚子 中澤勇一 |
| 3    | 写殺爆撮                 | 吉田伸       | 東海林真一      | 則座誠                  | 矢上孝一                   |
| 4    | 略奪少女                 | 吉田伸       | 杉島邦久 嵯峨敏 | 加藤顕                  | 松岡秀明                   |
| 5    | ダイヤモンド夫人         | 鈴木やすゆき | 杉島邦久        | 黒田やすひろ 関根しげる | 海老原雅夫 福島豊明        |
| 6    | さよならダイヤモンド夫人 | 鈴木やすゆき | 南康宏          | 浅野勝也                | 村松尚雄                   |
| 7    | 猟奇ドリル               | 吉田伸       | 大原実          | はしもとなおと          | をがわいちろう             |
| 8    | 神楽のともし灯           | 吉田伸       | 藤本ジ朗 根室大 | 藤本ジ朗                | 奥野浩行                   |
| 9    | 湯殿にて                 | 吉田伸       | 井内秀治        | 加藤顕                  | 中井準                     |
| 10   | 水天宮来る               | 吉田伸       | 吉田徹          | 吉田徹                  | 小田真弓 中澤勇一 中本尚子 |
| 11   | ハハキトク スグカエレ    | 鈴木やすゆき | 大原実          | 山崎茂                  | 福島豊明                   |
| 12   | 左手に抱かれて眠れ       | 吉田伸       | 坂田純一        | 信田ユウ                | 矢上孝一                   |
| 13   | 銀座番外地               | 鈴木やすゆき | 牧野行洋        | 岡崎ゆきお              | 奥野浩行                   |
| 14   | 人妻神楽                 | 吉田伸       | 根室大          | 加藤顕                  | 村松尚雄                   |
| 15   | 濡れ女地獄               | 吉永亜矢     | 福田道生        | はしもとなおと          | 加納瑞穂                   |
| 16   | 半期決算報告             | 吉田伸       | 杉島邦久        | 川畑えるきん            | 川畑えるきん               |
| 17   | 死神成金                 | 吉田伸       | 吉田徹          | 吉田徹                  | 中澤勇一 吉田徹            |
| 18   | 第三局                   | 鈴木やすゆき | 石平信司        | 井草かほる              | 福島豊明                   |
| 19   | 嘘とくちびる             | 吉永亜矢     | 坂田純一        | 鏑木ひろ                | 長沼範祐                   |
| 20   | グッドバイブレーション   | 鈴木やすゆき | 根室大          | 奥野浩行                | 奥野浩行                   |
| 21   | 総理の朝食               | 吉永亜矢     | 大原実          | 松本マサユキ            | 飯飼一幸                   |
| 22   | オカネクダサイ           | 吉田伸       | 川畑えるきん    | 川畑えるきん            | 石浜真史 川畑えるきん      |
| 23   | 札束の墓標               | 吉田伸       | 吉田徹          | 吉田徹                  | 根岸宏行 中澤勇一 吉田徹   |
| 24   | 六本木クライシス         | 吉田伸       | 杉島邦久        | 加藤顕 信田ユウ         | 海老原雅夫 矢上孝一        |

## メディア展開

### Webラジオ
斉藤圭のスピードグラファー『快楽超人ユーフォリア』皆様の不景気を救います!
音泉から2005年4月1日 - 12月23日に配信されたインターネットラジオ。全39回。
パーソナリティは天王洲神楽役の斉藤圭（現：真堂圭）、初回のみキャラクター原案のコザキユースケも務めていた。5回目からはアシスタントに番組ディレクターやまけんが参加。

### 書籍関係
ノベライズ
ハヤカワ文庫から全3巻で刊行された。著者は仁木稔。カバーイラストはコザキユースケによる描き下ろし。
1. ISBN 4-15-030804-7
2. ISBN 4-15-030816-0
3. ISBN 4150308292

コミカライズ
メディアワークス『月刊電撃コミックガオ!』に連載。作画はともぞ。単行本は電撃コミックスから全3巻で刊行。
オリジナルのクライマックスやドラマCDのシナリオを取り入れた特別編など、放送されたものとは違うストーリー展開や本編とは別のおまけ要素なども描かれている。
1. ISBN 9784840231930
2. ISBN 9784840234160
3. ISBN 9784840235976

イラスト集
『コザキユースケ WORKS SHUTTERKILL』（発行：メディアワークス、ISBN 9784840235709）
キャラクター原案のコザキユースケによるイラスト集。描き下ろしイラストやラフ設定画などを収録している。
ストーリー＆ビジュアルブック
新紀元社から発行。絵コンテ、キャラクター設定、制作スタッフによるインタビューなどを収録したビジュアルブック。
プロダクションブック
描き下ろしイラストやインタビュー、絵コンテなどを収録したプロダクションブック。コミックマーケット68で発売された。
電子書籍
見ナイト★読まナイト、アニ読メなどの携帯コミック形式で配信。
内容はコミカライズ版ではなく放送されたアニメ本編を電子書籍化したものとなっている。

### ドラマCD
『大冗談・スピードグラファー』
「白金はかくかたりき」、「ボブのお店」、「神泉の人間ベッド」、「水天宮の電話相談室」、「刑事犬辻堂」、「SPEED GRAPHER the DRAMA」など数々のミニドラマを収録。
出演者：高田裕司、斉藤圭、森川智之、本田貴子、結城比呂、津田健次郎、江川央生、石井康嗣、子安武人、高島雅羅

### DVD / UMD
DVD
ディレクターズカット版として最終話まで全12巻で発売。また、全てを収録したDVD BOXも発売されている。
UMD
PlayStation Portable専用のUMDビデオ。
『スピードグラファー ゴム怪人編』としてオンエア版の1話〜4話を収録。

### その他
- 携帯ゲームアプリ（iモード / コナミネットDX）
- 携帯待ち受け画像・待ち受けフラッシュ
- 秘密倶楽部会員ピンズ、パペット、オリジナルTシャツなどグッズ展開も多数